# Akito Hayama
Akito Hayama (羽山 秋?, Hayama Akito, Heric Akito nell'edizione italiana dell'anime) è un personaggio del manga Il giocattolo dei bambini e della serie tv anime da esso tratto (nota in Italia col titolo Rossana) di cui è co-protagonista insieme a Sana Kurata. Appare anche in Deep Clear, manga frutto di un crossover tra Il giocattolo dei bambini e Honey Bitter.

## Creazione e concezione
Nel primo volume la Obana rivela che per il design di Akito si è ispirata al viso di un suo conoscente, che pur essendo giapponese ha il viso da "straniero" e i capelli mossi, mentre che come carattere contorto è più simile a lei (ammettendo però di possedere anche l'ottimismo di Sana). 
Sin dal primo volume l'autrice ha inoltre manifestato il desiderio che tra i due protagonisti s'instaurasse un legame da compensare i difetti di entrambi (com'è poi successo).
Il character design di Akito è stato poi ripreso nell'anime per il personaggio di Brad, sebbene con delle differenze nel colore dei capelli e degli occhi.

## Storia

### Il giocattolo dei bambini
Akito Hayama nasce da Fuyuki Hayama (In Italia Frank Akito) e da sua moglie Koharu (In Italia Carolina Akito) in cui suo nome fu rivelato dall'autrice in un volume del manga. Sua madre muore nel darlo alla luce e il padre, sconvolto, cerca di sfuggire alla difficile situazione caricandosi di lavoro, scelta che crea col tempo tensioni sempre maggiori tra i suoi figli: Natsumi Hayama (In Italia Nelly Akito) sorella maggiore di Akito, fin da quando era molto piccolo non gli ha mai perdonato di essere nato, accusandolo della morte della madre e chiamandolo continuamente "figlio degli Oni" (figlio dei demoni). 
 Questa situazione lo porta, con gli anni, a ritenersi davvero colpevole della morte della madre. 
 All'infuori di casa nasconde i propri problemi dietro l'indifferenza e la ribellione; a scuola scatta delle foto ritraenti i suoi due professori, Mitsuya e Tanaka (In Italia rispettivamente Lisa Miles e Zed Steward), in una situazione spinta, e le usa per ricattarli, annullandone l'autorità e permettendo ai ragazzi di agire liberamente. Le cose cambiano in sesta elementare, quando una sua compagna di classe, Sana Kurata (In Italia Rossana Smith), lo ricatta dopo averlo fotografato in una situazione imbarazzante; sotto ricatto, Akito interrompe le pressioni sugli insegnanti e smette di alimentare le rivolte dei ragazzi, che proseguono con Shin'ichi Gomi (In Italia George), fino a quando questi non viene sconfitto da Akito con un pugno. Intanto Sana è sempre più interessata a lui, ma il ragazzo non intende confidarsi con lei, dicendole che la sua vita è sempre stata un inferno, che non ne può più di vivere e che, se voleva davvero aiutarlo, doveva ucciderlo, e così dicendo le porge anche un coltello; sconvolta da tale freddezza, lei prende il coltello e lo conficca nell'albero alle spalle del ragazzo, fuggendo poi in lacrime per la situazione estrema in cui si era trovata. Successivamente la ragazza riesce a migliorare la situazione della sua famiglia, con sua sorella che ora gli porta rispetto e suo padre più presente. Col passare del tempo si avvicina sempre più a Sana, innamorandosene. Il loro rapporto viene però rapidamente compromesso dalla comparsa di Naozumi Kamura (In Italia Charles Lons) ovvero collega di Sana, di cui è innamorato e dalla partenza di quest'ultima per girare un film proprio con Naozumi. Durante i mesi di assenza della ragazza, Akito ne preso di mira dal suo insegnante Sengoku, fermamente intenzionato a farlo espellere dalla scuola media. Dopo essere stato raggiunto anche lui dalla diceria secondo cui Sana e Naozumi avrebbero una relazione, accetta di fidanzarsi con Fuka Matsui (In Italia Funny), migliore amica di lei; ma Fuka lo lascerà poco dopo il ritorno di Sana, dopo aver sentito i due dichiararsi a vicenda.
Le cose prendono pian piano la giusta piega, ma Kazuyuki Komori, un loro compagno di classe sociopatico profondamente depresso e ossessionato da Akito, pugnala il ragazzo a un braccio, lasciandogli una mano completamente paralizzata; le uniche speranze di guarigione sono a Los Angeles, da un famoso medico. Tutto ciò causa in Sana la "malattia della bambola", una malattia che la priva delle emozioni le impedisce qualsiasi tipo di espressione facciale. Akito e Sana, dunque, decidono di scappare insieme; durante la fuga lei gli chiede perfino di fare l'amore, ma Akito saprà finalmente far affrontare a Sana il dolore per la loro prossima separazione e guarirla.
Passano due anni, i due si sentono sempre attraverso il telefono, la mano di Akito migliora e il suo ritorno permanente è sempre più vicino. Intanto torna per qualche giorno a Tokyo, dove reincontra Sana e i suoi amici.

### Rossana

#### OAV
L'OAV riprende gli eventi del primo capitolo del manga, mostrando i disordini che Akito e gli altri ragazzi causano a scuola, Sana che scopre le foto con cui Akito ricatta i professori, Akito venire ricattato a sua volta dalla ragazza per far sì che gli altri ragazzi si calmino, ed infine Sana che scopre la situazione familiare di Akito e i suoi tentativi di aiutarlo.

#### Prima serie
Il personaggio di Akito attraversa situazioni diverse nell'anime rispetto al manga, per via della presenza di numerosi episodi filler. In questi episodi si iscrive ad un corso di Kyokushin, per "avere qualcosa a cui appassionarsi" (l'inserimento di questa passione comporterà profondi mutamenti nella trama, soprattutto nella seconda serie), riuscendo a raggiungere il grado di cintura marrone e il titolo di campione nazionale juniores. In un altro episodio aiuta Sana ad apprendere la matematica affinché passi un esame e possa passare alla scuola media. In un altro ancora ascolta, insieme alla sorella Natsumi, un'amica di sua madre, invitata dal padre a parlar loro della donna.

#### Seconda serie
Nella seconda serie Akito subisce meno variazioni rispetto alla prima serie, almeno fino al finale, che si conclude molto prima rispetto al manga e presenta avvenimenti del tutto diversi.
Negli ultimi episodi infatti apre un club di Karate Kyokushin a scuola, di cui entra a far parte Shota Nakao (In Italia solo Nakao), personaggio presente solo nell'anime che sostituisce, del tutto o in parte, quello di Kazuyuki Komori (i due sono anche molto simili). Gli allenamenti sono troppo duri per Shota, e Akito gli dice che non è uno sport adatto a lui. La scoperta infine che egli non conta niente né per Akito né per Sengoku, il suo insegnante, lo porta ad un tentativo di suicidio: si barrica dunque in uno stanzino della scuola. Sengoku accusa subito Akito della scomparsa di Shota, e poco dopo anche il resto della scuola appoggia l'opinione del professore (che tuttavia sapeva la verità, in quanto Shota gli aveva scritto una lettera), arrivando ad accusare anche Sana, che difende Akito. I due riescono a trovare Shota ancora vivo, ma cercando di raggiungerlo dall'unica finestra rimangono incastrati e Akito viene ferito alla fronte da un chiodo. Nel tempo che passa incastrata, la coppia riesce a convincere Shota a continuare a vivere. Dopo essere stati liberati, i tre passano una notte in ospedale. Il giorno dopo Akito bacia Sana per la terza volta, dicendole che a breve dovrà sostenere la prova per diventare cintura nera di Kyokushin e, nel caso in cui riuscisse nell'impresa, le promette un appuntamento, cosa che ovviamente riesce dimostrando di essere un genio del combattimento.
Nell'anime dunque Akito non viene aggredito, non è costretto a trasferirsi negli Stati Uniti per guarire la mano e quindi non c'è traccia del suo ritorno due anni dopo in quanto non è mai partito.

### Deep Clear
Il crossover si colloca 10 anni dopo il finale della versione cartacea di Kodomo no Omocha, e tra il primo e il secondo volume di Honey Bitter.
In questa serie Akito ha 26 anni ed è sposato con Sana da tre anni, ma vivono separati da alcuni mesi. È un medico (è specializzato in fisioterapia, agopuntura e massaggi) ed è un maestro di fama nazionale di arti marziali. Rei Sagami, manager di Sana, si reca all'agenzia Office S ed assume Shuri Otokawa perché spii Akito e scopra perché si è separato dalla moglie, raccomandandole di non dire nulla a Sana. Shuri (intanto divenuta amica di Sana) scopre che la ragione della separazione è la paura di Akito che Sana possa morire durante il parto. Quando Sana viene portata in ospedale viene avvertito proprio da Shuri, che lo convince anche ad affrontare le proprie paure andando in ospedale a vedere Sana e il bambino. Sana dà alla luce una figlia, che chiama Sari. Dopo la nascita della bambina, Sana e Akito si riconciliano e tornano a vivere insieme.

## Poteri e abilità
Akito sin da bambino è sempre stato molto forte nelle risse tanto da essere il capo della scuola elementare e successivamente anche della sua scuola media.
Decide di iscriversi in una palestra di Karate Kyokushin per occupare il tempo, ma si dimostra di avere un talento innato per il combattimento fuori dal comune, in pochi anni raggiunge il grado di cintura nera e diventa campione nazionale.
Quando Akito si trasferisce negli Stati Uniti per guarire la mano, continuerà a praticare arti marziali, e oltre che a continuare Karate Kyokushin, Akito si cimenterà anche nel pugilato e nella Kick Boxing, ottenendo dei grandissimi risultati.
Sia nel manga che nell'anime, Akito è dotato di una grandissima forza fisica, e di un'indole da leader incredibile (lo si vede quando è bambino che viene seguito dai maschi della scuola elementare e successivamente alle medie), accompagnata da un carisma e da un incredibile coraggio.